# Josh Beaver
Joshua "Josh" Beaver, född 1 mars 1993, är en australisk simmare.
Beaver tävlade för Australien vid olympiska sommarspelen 2016 i Rio de Janeiro, där han blev utslagen i semifinalen på 100 och 200 meter ryggsim.